# Benedito Ferreira
Benedito Vicente Ferreira, mais conhecido como Benedito Ferreira, (Ipameri, 12 de julho de 1932 — Goiânia, 8 de dezembro de 1997) foi um empresário e político brasileiro, outrora deputado federal e senador por Goiás.

## Dados biográficos
Filho de Etelvino Cardoso Ferreira e Maria Rosa Neves Ferreira. Engraxate, garrafeiro e contínuo de jornal, estudou na Escola Técnica de Comércio de Goiânia, estabelecendo-se como empresário nos ramos agroindustrial e pastoril. Eleito deputado federal pela ARENA em 1966, venceu a eleição para senador em 1970, reelegendo-se por via indireta em 1978, graças ao Pacote de Abril outorgado no ano anterior pelo Governo Ernesto Geisel.
Filiado ao PDS após a restauração do pluripartidarismo em 1980, foi candidato a vice-governador de Goiás na chapa de Otávio Lage em 1982, num pleito vencido por Iris Rezende e Onofre Quinan, candidatos do PMDB. Votou em Paulo Maluf no Colégio Eleitoral em 1985. Nesse mesmo ano aprovou um projeto de lei no Congresso Nacional criando o estado do Tocantins. Vetado pelo presidente José Sarney, o projeto foi resgatado pela Assembleia Nacional Constituinte, que criou o referido estado por força da Constituição de 1988
Ingressou no PFL em maio de 1986, mas encerrou sua vida pública no ano seguinte, ao final de seu mandato parlamentar.